# Ganspette
Ganspette is een gehucht in de Franse gemeente Éperlecques in het departement Pas-de-Calais. Het gehucht ligt in het noordelijk deel van de gemeente, zo'n twee kilometer ten noordoosten van het dorpscentrum van Éperlecques.

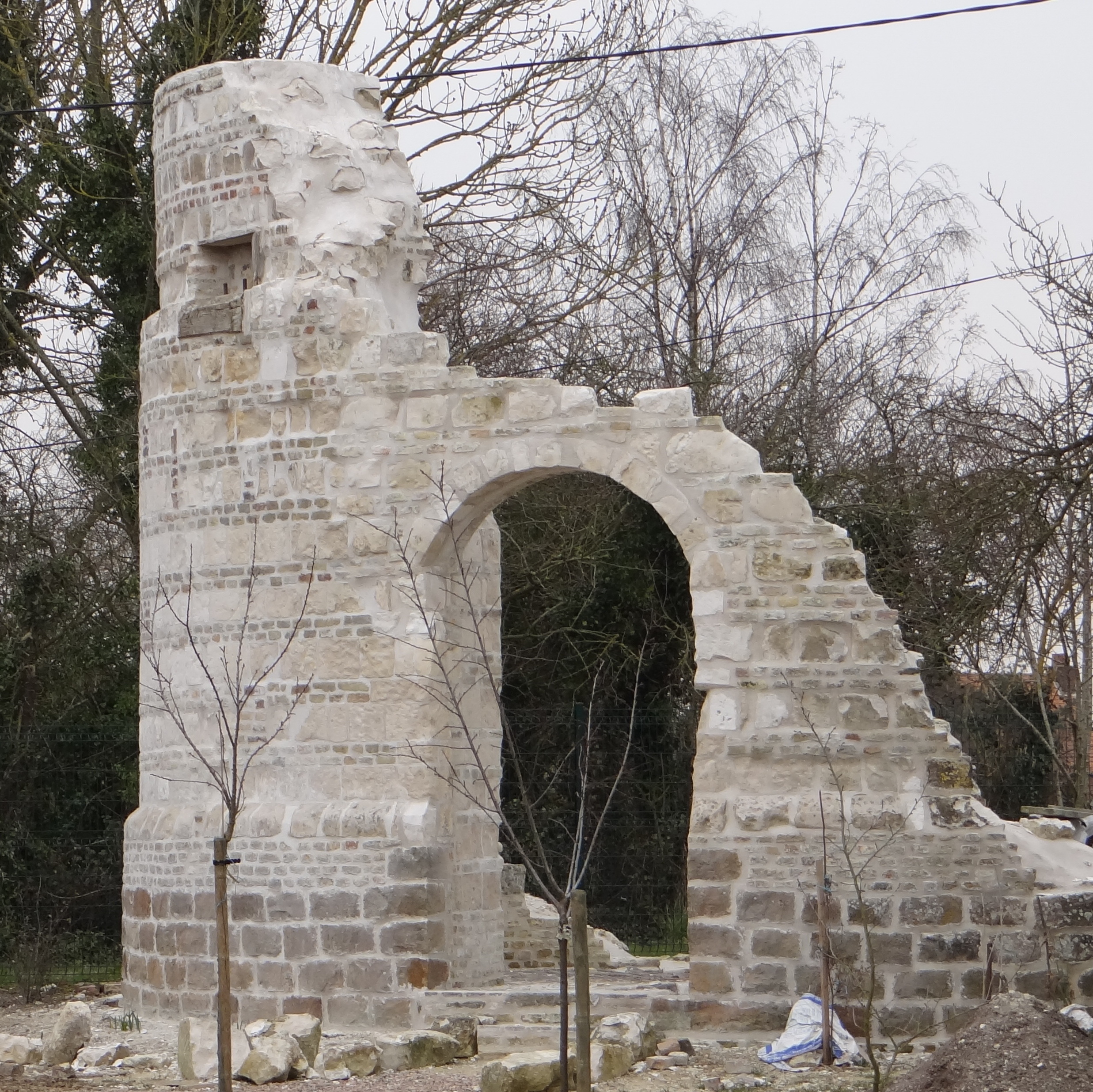
Ruïne van de Moulin du Ganspette

## Geschiedenis
In 1715 werd hier een kapel opgetrokken. In 1825 werd de kapel vergroot. Het gehucht had een windmolen, maar de Moulin du Ganspette is verdwenen, op enkele rijen stenen na.

## Bezienswaardigheden
- De Chapelle Notre-Dame-des-Neiges
- Het Château du Ganspette